# Hsianghualith
Hsianghualith ist ein selten vorkommendes Mineral aus der Mineralklasse der „Silikate und Germanate“. Es kristallisiert im kubischen Kristallsystem mit der chemischen Zusammensetzung Ca3Li2[F2|Be3Si3O12] und entwickelt meist körnige bis massige, oft farblose oder weiße und durchscheinende Mineral-Aggregate.

## Etymologie und Geschichte
Erstmals entdeckt wurde Hsianghualith im Xianghualing-Bergwerk (englisch: Hsianghualing Mine) bei Chenzhou in der Provinz Hunan in China und beschrieben 1957 von der Wissenschaftlerin Huang Yunhui, die das Mineral nach seiner Typlokalität benannte. Das chinesische Wort (chinesisch 香花石, Pinyin xiānghuāshí) steht allerdings auch für „duftende Blume“.

## Klassifikation
In der alten (8. Auflage) und der neuen Systematik der Minerale (9. Auflage) nach Strunz gehört der Hsianghualith zur Abteilung der Gerüstsilikate (Tektosilikate). Diese Abteilung ist seit der Neuauflage der Strunz'schen Mineralsystematik weiter unterteilt und teilweise neu definiert worden, sodass sich das Mineral jetzt in der Abteilung und Unterabteilung „Gerüstsilikate (Tektosilikate) mit zeolitischem H2O; Familie der Zeolithe“ befindet.
Die Systematik der Minerale nach Dana sortiert den Hsianghualith in die Abteilung „Tectosilicate Zeolite group“ (übersetzt: Gerüstsilicate, Zeolithgruppe), und dort in die „Analcime and related species“ (übersetzt: Analcim und verwandte Arten).

## Bildung und Fundorte
Gefunden wurde das Mineral in Phlogopit-Adern in devonischen Skarnen (metamorphen Kalksteinen) in der Provinz Hunan in China.
Außer an seiner Typlokalität Xianghualing Mine (Hsianghualing Mine) konnte das Mineral bisher nirgendwo nachgewiesen werden.

## Kristallstruktur
Hsianghualith kristallisiert in kubisch-tetraedrischpentagondodekaedrischer Struktur in der Raumgruppe I213 (Raumgruppen-Nr. 199) und dem Gitterparameter a = 12,87 Å sowie 8 Formeleinheiten pro Elementarzelle.